# عبد العزيز إدريس
عبد العزيز إدريس مواليد 9 مايو 2001، هو لاعب كرة قدم سعودي كحارس مرمى. وهو ابن لاعب المنتخب السابق حمزة إدريس و شقيق اللاعب ريان إدريس.

## مسيرة اللاعب
بدأ في نادي الاتحاد وشارك في برنامج الابتعاث السعودي لكرة القدم و احترف في نادي أوليانيك الكرواتي و نادي توملين السلوفيني.